# Cueva Ventana
Cueva Ventana és una gran cova situada al cim d'un penya-segat de pedra calcària a Arecibo, Puerto Rico, mirant cap a la vall Río Grande. És visible des de la carretera PR-123 i és accessible des d'un camí que comença adjacent a l'estació de servei Puma localitzada a la PR-10, al quilòmetre 75. La cova i la terra circumdant són propietat privada.
El 2009, Disney Channel va filmar Wizards of Waverly Place: The Movie a Puerto Rico, amb escenes filmades dins la cova així com a la zona al voltant de la vall de Río Grande davant del penya-segat on es troba la cova. El 2011, la cova va ser utilitzada com a lloc de filmació de la minisèrie britànica de televisió Treasure Island. El 2012, es van filmar al seu interior escenes de la pel·lícula del 2013 Runner, Runner.